# Paradistorg (film)
Paradistorg är en svensk film från 1977.
Filmen bygger på romanen Paradistorg (1973) av Ulla Isaksson och regisserades av Gunnel Lindblom. Manus skrevs av Lindblom och Isaksson och producent var Ingmar Bergman. Det var på initiativ av just Bergman som boken blev till film. Paradistorg hade premiär på biograf Spegeln i Stockholm den 18 februari 1977.
Filmen hade flera kända skådespelare i rollerna. Rollen som huvudpersonen Katha spelades av Birgitta Valberg och rollen som Emma, hennes bästa väninna av Sif Ruud. Bland övriga medverkande märks Margaretha Byström, Inga Landgré och Holger Löwenadler. Valberg fick en Guldbagge för "bästa skådespelerska".

## Handling
Handlingen utspelar sig i Paradistorg, en grosshandlarvilla i Stockholms skärgård. Dit kommer varje år Katha, en kvinna i 60-åldern. Så gör även hennes far, som har byggt huset en gång i tiden, och Kathas två barn med familjer. Därtill kommer Kathas brorson Thomas och väninnor till döttrarna med flera.
Katha vill att alla ska kunna bo tillsammans på sommarnöjet, men tvärtom uppdagas sprickor och konflikter mellan de boende. Konflikterna eskalerar och Thomas begår självmord. Filmen slutar med att ytterligare en person, King, är försvunnen. Vad som händer med honom får man aldrig veta.

## Rollista
- Birgitta Valberg – Katha Wik, läkare
- Sif Ruud – Emma, socialarbetare
- Margaretha Byström – Annika, Kathas äldsta dotter, läkare
- Agneta Ekmanner – Sassa, Kathas dotter
- Inga Landgré – Saga Svensson
- Solveig Ternström – Ingrid
- Dagny Lind – Alma, Kathas mor
- Holger Löwenadler	– Wilhelm, Kathas far
- Per Myrberg – Ture
- Göran Stangertz – Puss
- Maria Blomkvist – Eva, Sassas dotter
- Pontus Gustafsson	– Tomas, Kathas brorson
- Oscar Ljung – Arthur Svensson, Sagas man
- Toni Magnusson – King, Ingrids son
- Marianne Aminoff – Christina, Tomas mor
- Anna Borg – Kajsa, Annikas dotter
- Mats Helander – Andreas, Annikas son
- Gösta Prüzelius – Carl-Henrik, Tomas far

## DVD
Filmen gavs ut på DVD 2018.

### Fotnoter
1. 1 2 3 4 5  ”Paradistorg”. Svensk Filmdatabas. http://sfi.se/sv/svensk-filmdatabas/Item/?itemid=4992&type=MOVIE&iv=Basic&ref=/templates/SwedishFilmSearchResult.aspx?id%3d1225%26epslanguage%3dsv%26searchword%3dparadistorg%26type%3dMovieTitle%26match%3dBegin%26page%3d1%26prom%3dFalse. Läst 31 januari 2013.
2. ↑  Gradvall et al 2009, #390